# Rachel True
Rachel India True (n. 15 noiembrie 1966, New York City, New York, SUA) este o actriță americană de film și televiziune, fostă fotomodel. Ea este cel mai bine cunoscută pentru rolurile sale în filme precum The Craft (1996), Nowhere (1997) și Half Baked (1998). Este, de asemenea, cunoscută pentru rolul ei Mona Thorne din sitcom-ul Half & Half de la UPN.

## Filmografie
Film
| An   | Titlu                                     | Rol                           | Note                               |
| ---- | ----------------------------------------- | ----------------------------- | ---------------------------------- |
| 2017 | Limelight                                 | Mrs. Roberts                  |                                    |
| 2016 | Good Grief                                | Pepper                        |                                    |
| 2014 | Blood Lake: Attack of the Killer Lampreys | Marcy                         | Television film                    |
| 2014 | Sharknado 2: The Second One               | First Officer Jonni Valentine | Television film                    |
| 2013 | Social Nightmare                          | Mrs. Langran                  | Television film                    |
| 2012 | Noah                                      | Temba                         | Voice                              |
| 2012 | Sugar Mommas                              | Thomasina                     | Television film                    |
| 2012 | White Room: 02B3                          | Three                         | Short film                         |
| 2011 | Thugs, the Musical!                       | Lisa Rowlands                 | Short film                         |
| 2009 | Divas                                     | Ayanda                        | Also known as The Killing of Wendy |
| 2009 | Pink Eye                                  | Wygenia                       | Short film                         |
| 2007 | The Perfect Holiday                       | Brenda                        |                                    |
| 2002 | New Best Friend                           | Julianne Livingston           |                                    |
| 2000 | Groove                                    | Beth                          |                                    |
| 2000 | Love Song                                 | Renee                         | Television film                    |
| 1999 | With or Without You                       | Misha                         |                                    |
| 1999 | The Big Split                             | Jenny                         |                                    |
| 1999 | The Apartment Complex                     | Tasha                         |                                    |
| 1999 | The Auteur Theory                         | Sasha Swann                   |                                    |
| 1998 | Half Baked                                | Mary Jane Potman              |                                    |
| 1997 | Nowhere                                   | Mel                           |                                    |
| 1996 | The Craft                                 | Rochelle                      |                                    |
| 1995 | A Walton Wedding                          | Girl Student                  | Television film                    |
| 1995 | Embrace of the Vampire                    | Nicole                        |                                    |
| 1993 | CB4                                       | Daliha                        |                                    |
| 1993 | A Girls' Guide to Sex                     | Bridget                       |                                    |
| 1993 | Moment of Truth: Stalking Back            | Katie                         | Television film                    |

Televiziune
| An        | Titlu                       | Rol             | Note                                |
| --------- | --------------------------- | --------------- | ----------------------------------- |
| 1991–1992 | The Cosby Show              | Nikki           | 2 episodes                          |
| 1993      | Hangin' with Mr. Cooper     | Yvette          | Episode: "Boyz in the Hoodz"        |
| 1993      | Getting By                  | Andrea          | Episode: "The Suit"                 |
| 1993      | Renegade                    | Dawn            | Episode: "Vanished"                 |
| 1993      | Beverly Hills, 90210        | Jan Myler       | 2 episodes                          |
| 1993      | Thea                        | Candy           | Episode: "Artie's Party"            |
| 1993      | The Fresh Prince Of Bel-Air | Rhetta          | Episode: "Take My Cousin... Please" |
| 1994–1995 | Dream On                    | Linda Castorini | 3 episodes                          |
| 1995      | Family Matters              | Sue             | Episode: "What's Up Doc?"           |
| 1997      | Boston Common               | Cheryl          | Episode: "To Bare Is Human"         |
| 1997–1998 | The Drew Carey Show         | Janet Clemons   | 6 episodes                          |
| 1998      | Damon                       | Monique         | Episode: "The Last Cub Scout"       |
| 1999–2000 | Once and Again              | Mali            | 4 episodes                          |
| 2000      | Providence                  | Talia Weber     | Episode: "Family Ties"              |
| 2001      | Dawson's Creek              | Kira            | Episode: "Hopeless"                 |
| 2002–2006 | Half & Half                 | Mona Thorne     | 91 episodes                         |
| 2006      | Noah's Arc                  | Brooklyn        | Episode: "Give It Up"               |
| 2017      | Being Mary Jane             |                 | Episode: "Feeling Seen              |